# توبرکوری
توبرکوری (به انگلیسی: Tubbercurry) یک منطقهٔ مسکونی در ایرلند است که در شهرستان اسلایگو واقع شده‌است.

## خصوصیات
توبرکوری ۱٬۷۴۷ نفر جمعیت دارد و ۹۲ متر بالاتر از سطح دریا واقع شده‌است.